# الإطار الاقتصادي لمنطقة المحيطين الهندي والهادئ
الإطار الاقتصادي لمنطقة المحيطين الهندي والهادئ هي مبادرة اقتصادية أطلقها جو بايدن رئيس الولايات المتحدة في 23 مايو 2022. تضم المبادرة 14 دولة مع امكانية انضمام دول أخرى في أي وقت.

## الدول الأعضاء
تضم المبادرة 14 دولة تمثل حوالي 40% من الناتج المحلي الإجمالي العالمي.
- أستراليا
- بروناي
- فيجي[3]
- الهند
- إندونيسيا
- اليابان
- ماليزيا
- نيوزيلندا
- الفلبين
- سنغافورة
- كوريا الجنوبية
- تايلاند
- الولايات المتحدة
- فيتنام